# Kurt Gossweiler
Kurt Gossweiler (Stoccarda, 5 novembre 1917 – Berlino, 15 maggio 2017) è stato uno storico e antifascista tedesco di tendenza marxista-leninista.

## Biografia
Cresciuto in una famiglia comunista, Gossweiler si reca a Berlino, dove nel 1934 aderisce alla Lega della Gioventù Comunista di Germania, con la quale partecipò alla lotta clandestina contro il fascismo, occupandosi del trasferimento della propaganda vietata tra Parigi e Berlino.
Dopo gli studi universitari viene arruolato nella Wehrmacht nel 1939 per la campagna contro la Polonia e nel 1941 per combattere sul fronte orientale, da dove riesce però a disertare nel 1943 e a unirsi all'Armata Rossa. In Unione Sovietica aderisce al Comitato nazionale per una Germania libera e inizia la sua carriera di insegnante e storico.
Al termine della guerra ritorna nella futura Germania Est, dove si dedica allo studio della storia tedesca contemporanea presso l'Università Humboldt. Dal 1970 al 1983 lavora all'Istituto Centrale dell'Accademia delle Scienze a Berlino Est e milita nel Partito Socialista Unificato di Germania. A seguito dello scioglimento del partito, si iscrive al Partito del Socialismo Democratico, di cui rimane militante fino al 2001.
Le sue opere principali si basano sull'analisi del fascismo e dell'economia.